# Iolaphilus pamelae
Iolaphilus pamelae är en fjärilsart som beskrevs av Heath 1983. Iolaphilus pamelae ingår i släktet Iolaphilus och familjen juvelvingar. Inga underarter finns listade i Catalogue of Life.